# Timorplein
Het Timorplein is een driehoekig plein in Amsterdam-Oost.

## Geschiedenis en ligging
Het plein is gelegen in de Indische Buurt waar alle straatnamen verwijzen naar topografische namen in Nederlands-Indië. Op 15 februari 1911 kreeg het plein haar naam, een vernoeming naar het eiland Timor. Straten die het plein aandoen zijn ook vernoemd, de Timorstraat (Timor), Lombokstraat (Lombok) en de Borneostraat (Borneo) geven vorm aan het plein. Het plein is gelegen aan de noordelijke zijde van Borneostraat; de straat schampt als het ware het plein; die Borneostraat is de plaatselijke doorgaande verkeersweg. 
Het plein valt in een westelijk en oostelijk deel uiteen; een voor de buurt bijzonder groot schoolgebouw vormt de scheidslijn.

## Gebouwen
Er staan geen gemeentelijk of rijksmonumenten aan het plein. Al in het begin was duidelijk dat er maar één zijde van het plein bebouwd werd, de huisnummer 1 tot en met 18 zijn doorlopend genummerd (in plaats van alleen even of oneven nummers), maar nummers 10 tot en met 12. De bebouwing valt in drie delen uiteen. Allereerst is er het grote voormalige schoolgebouw Timorplein 21-82 ontworpen door de Dienst der Publieke Werken, dat herontwikkeld werd tot jeugdherberg van Stayokay en bioscoop Studio/K. De andere bebouwing staande aan de noordrand van het plein bestaat uit woningen. Een deel, huisnummers 13 tot en met 18 ontworpen door architect L.J. Wolf, komt uit de periode 1913. Dat blok gaat naadloos over in de bebouwing van de Timorstraat van dezelfde architect. 

### Timorplein 1-9
Huisnummers 1 tot en met 9 werd rond 2002 gebouwd in een pakket stadsvernieuwing, waarvoor Dok Architecten met architect Herman Zeinstra werd ingeschakeld. Het ging hier om drie blokken, waarvan dit het eerste was dat gerealiseerd werd. De andere zijn gelegen aan de Borneostraat/Delistraat (aan de overzijde van het plein) en de Celebesstraat (elders in de buurt). Bij die sanering werd hier het vloeroppervlak van twaalf percelen tot woningen verdeeld over negen percelen. Timorplein 1-12 werd Timorplein 1-9. Door verdiepingshoge ramen toe te passen krijgen de woningen aanmerkelijk meer licht dan de oudbouw. 

## Monumentale bomen
Er zijn geen monumenten voor wat betreft gebouwen, maar op het plein staan maar liefst viif monumentale bomen. Het zijn drie Italiaanse populieren (Populus nigra Italica) en een Monumentaaliep (Ulmus minor Sarniensis) op het westelijke deel. Alhoewel geclassificeerd als monumentaal zijn ze nog relatief jong, respectievelijk uit 1965 en 1960. Ze hebben volgens de gemeente “beeldbepalende waarde”.  In de punt naar de Borneostraat staat nog een Monumentaaliep uit 1945.

## Kunst
Er zijn twee uitingen van kunst in de openbare ruimte:
- een pleinbeeld van Harry van Renswou uit 1992 met raadselachtige titel Stenen sculptuur met tulp
- een buurttafel van Carmen van de Vecht en Vera Winthagen uit 2007

## Afbeeldingen

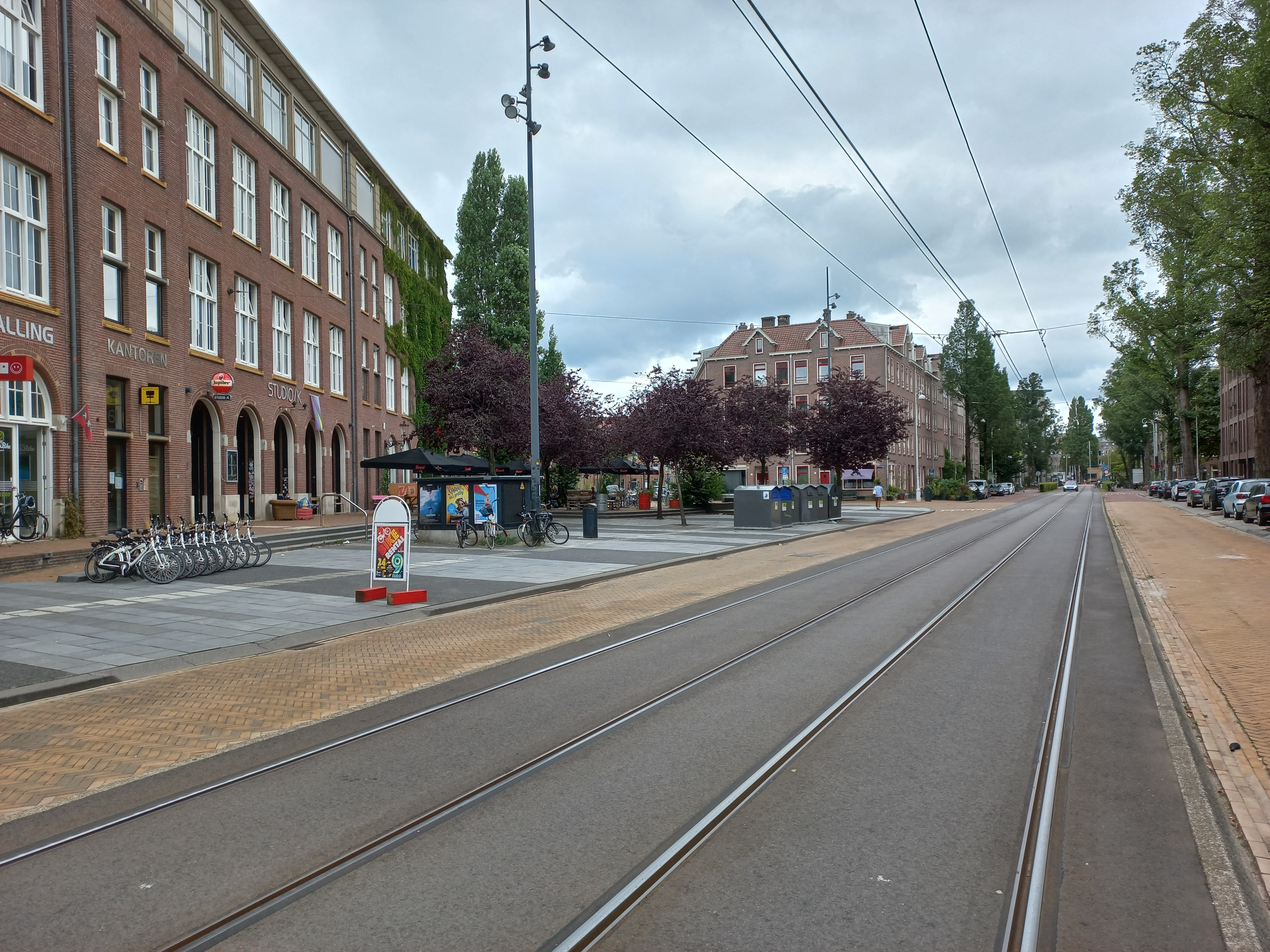
Oostelijk deel Timorplein (augustus 2022)
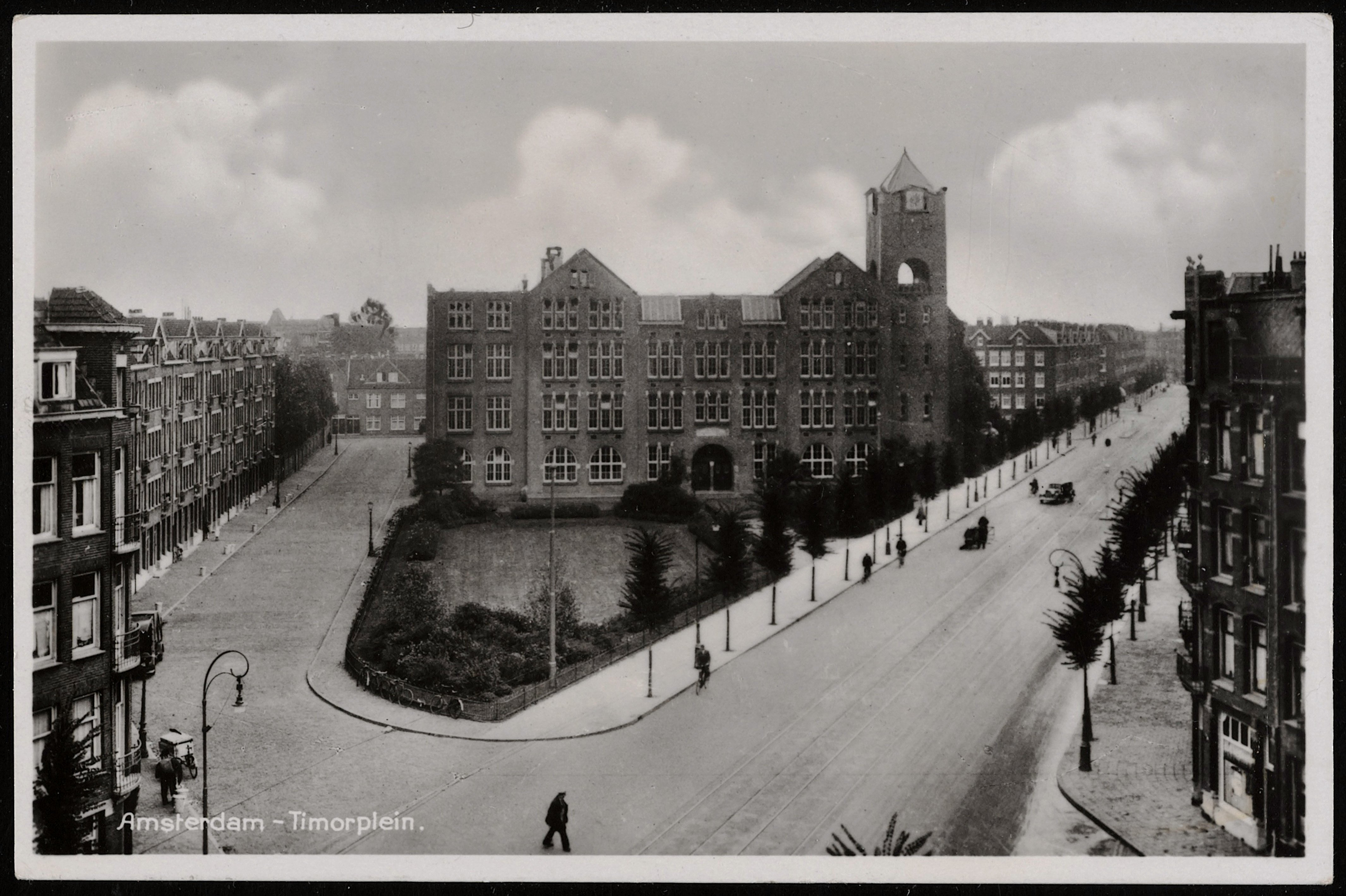
Westelijk deel met Ambachtsschool in 1937